# ریچارد ایستون
ریچارد ایستون (به انگلیسی: Richard Easton) (زاده ۲۲ مارس ۱۹۳۳ )، بازیگر کانادایی است.
از فیلم‌های معروف او می‌توان به بازی در فیلم مرگ دوباره اشاره کرد.